# Pseudotrochalus sexlineatus
Pseudotrochalus sexlineatus är en skalbaggsart som beskrevs av Max Quedenfeldt 1888. Pseudotrochalus sexlineatus ingår i släktet Pseudotrochalus och familjen Melolonthidae. Inga underarter finns listade i Catalogue of Life.